# 岳小军
岳小军，男，中国大陆演员兼编剧。
2008年电影《疯狂的石头》中曾担任编剧并出演“小军”角色。2009年6月28日，与著名歌星那英的经纪人孙丽于深圳国际贸易中心大厦附近的五星级酒店举行婚礼。

## 演艺作品
1. 《日不落酒店》（2020年），担任监制一职[3]
2. 《超级的我》（2021年），出演摊主角色[4]
3. 《奇迹·笨小孩》（2022年），出演老杨角色[5]

## 编剧作品
1. 《疯狂的石头》
2. 《疯狂的赛车》
3. 《婚礼2008》
4. 《火龙对决》
5. 《黄金大劫案》